# Aterro da Boa Vista

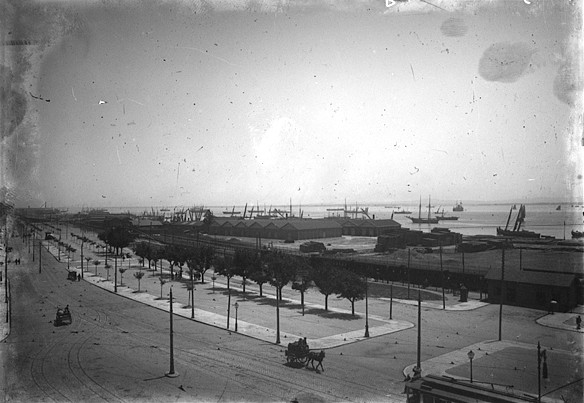
A avenida 24 de julho, construída sobre o aterro, no início do séc. XX

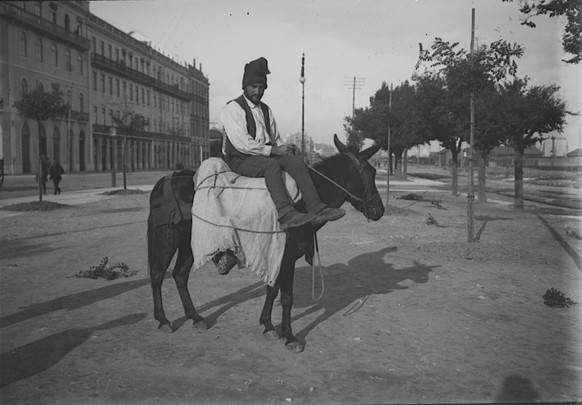
Saloio montado num burro na avenida 24 de julho (início do séc. XX)

O Aterro da Boa Vista, também referido popularmente como O Grande Aterro, foi uma intervenção urbanística na cidade de Lisboa, em Portugal.
Constitui-se em uma das maiores obras públicas do país no século XIX, a ligar o Cais do Sodré a Alcântara, permitindo a abertura da atual Av. 24 de Julho.
Na ficção foi cenário para o personagem Carlos da Maia, do romance "Os Maias" de Eça de Queirós, que o percorria frequentemente entre as Janelas Verdes e a Baixa, e onde o personagem teve o primeiro encontro fatídico com Maria Eduarda.

## História
Tomando terras ao rio Tejo, o aterro iniciou-se em 1855, permitindo sanear uma região lamacenta onde se sucediam epidemias. Posteriormente, ao final do século, foi ampliado para a construção da linha do caminho de ferro e o Porto de Lisboa, tendo sido utilizados para o efeito as pedras da região, com destaque para os calcários miocénicos, ricos em fósseis, das pedreiras de Marvila.
O antigo caminho à beira-rio, que se estendia da atual Rua de São Paulo até à Calçada do Marquês de Abrantes, é recordado, nos nossos dias, pela Rua das Escadinhas da Praia, em Santos.